# Krini, Patras
Krini  este un oraș în Grecia în Prefectura Ahaia.